# Districtul Kaposvár
Kaposvár (în maghiară Kaposvári járás) este un district în județul Somogy, Ungaria.
Districtul are o suprafață de 1 591,36 km2 și o populație de 117.492 locuitori (2013).